# Муравщина (Смоленская область)
Муравщина — деревня в Смоленском районе Смоленской области России. Входит в состав Кощинского сельского поселения. Население — 31 житель (2007 год). 
Расположена в западной части области в 14 км к юго-востоку от Смоленска, в 6 км восточнее автодороги А141 Орёл — Витебск, на берегу реки Березинка. В 5 км восточнее деревни расположена железнодорожная станция Рябцево на линии Смоленск — Рославль.

## История
В годы Великой Отечественной войны деревня была оккупирована гитлеровскими войсками в июле 1941 года, освобождена в сентябре 1943 года. 